# Artiom Galimov
Pour les articles homonymes, voir Galimov.
Artiom Albertovitch Galimov - en russe : Артём Альбертович Галимов et en anglais : Artyom Galimov - (né le 8 septembre 1999 à Samara en Russie) est un joueur professionnel russe de hockey sur glace. Il évolue au poste d'attaquant.

## Biographie

### Carrière en club
Formé au CSK VVS Samara, il rejoint les équipes de jeunes des Ak Bars Kazan. Il commence sa carrière junior en 2016-2017 avec l'Irbis Kazan dans la MHL. La saison suivante, il joue ses premiers matchs en senior dans la VHL avec les Bars Kazan. Le 15 février 2019, il joue son premier match dans la KHL avec les Ak Bars. Lors de la saison régulière de la KHL 2019-2020, il inscrit huit buts victorieux soit le meilleur de la ligue. Il est choisi au cinquième tour, en cent-vingt-neuvième position par les Ducks d'Anaheim lors du repêchage d'entrée dans la LNH 2020.

### Carrière internationale
Il représente la Russie au niveau international. Il prend part aux sélections jeunes.

## Statistiques

### En club
| Saison    | Équipe        | Ligue |    | Saison régulière | Saison régulière | Saison régulière | Saison régulière | Saison régulière |   | Séries éliminatoires | Séries éliminatoires | Séries éliminatoires | Séries éliminatoires | Séries éliminatoires |
| Saison    | Équipe        | Ligue | PJ | B                | A                | Pts              | Pun              | PJ               | B | A                    | Pts                  | Pun                  |                      |                      |
| 2016-2017 | Irbis Kazan   | MHL   | 48 | 5                | 5                | 10               | 42               | 10               | 2 | 1                    | 3                    | 0                    |                      |                      |
| 2017-2018 | Irbis Kazan   | MHL   | 32 | 9                | 18               | 27               | 47               | 4                | 0 | 0                    | 0                    | 25                   |                      |                      |
| 2017-2018 | Bars Kazan    | VHL   | 28 | 4                | 4                | 8                | 33               | -                | - | -                    | -                    | -                    |                      |                      |
| 2018-2019 | Ak Bars Kazan | KHL   | 1  | 0                | 0                | 0                | 0                | -                | - | -                    | -                    | -                    |                      |                      |
| 2018-2019 | Bars Kazan    | VHL   | 40 | 9                | 15               | 24               | 22               | -                | - | -                    | -                    | -                    |                      |                      |
| 2018-2019 | Irbis Kazan   | MHL   | 5  | 1                | 2                | 3                | 29               | -                | - | -                    | -                    | -                    |                      |                      |
| 2019-2020 | Ak Bars Kazan | KHL   | 55 | 13               | 10               | 23               | 10               | 4                | 0 | 3                    | 3                    | 4                    |                      |                      |
| 2020-2021 | Ak Bars Kazan | KHL   | 41 | 6                | 10               | 16               | 18               | 15               | 2 | 5                    | 7                    | 4                    |                      |                      |
| 2021-2022 | Ak Bars Kazan | KHL   | 47 | 7                | 15               | 22               | 18               | 6                | 1 | 0                    | 1                    | 4                    |                      |                      |
| 2022-2023 | Ak Bars Kazan | KHL   | 63 | 7                | 6                | 13               | 24               | 24               | 1 | 3                    | 4                    | 2                    |                      |                      |
| 2023-2024 | Ak Bars Kazan | KHL   | 51 | 5                | 6                | 11               | 10               | 2                | 0 | 0                    | 0                    | 2                    |                      |                      |
| 2024-2025 | Ak Bars Kazan | KHL   | 68 | 35               | 24               | 59               | 24               | 13               | 2 | 5                    | 7                    | 2                    |                      |                      |

### En équipe nationale
| Année | Compétition                 |   | PJ | B | A | Pts | Pun | +/-                |  | Résultat |
| 2019  | Championnat du monde junior | 7 | 1  | 2 | 3 | 0   | +6  | Médaille de bronze |  |          |